# Vリーグ1
Vリーグ1（ベトナム語: Giải Bóng đá Vô địch Quốc gia Việt Nam、英: V.League 1）は、ベトナムにおけるサッカーリーグのトップディビジョン（1部リーグ）である。
1980年にAll Vietnam Football Championshipとして創設され、Tổng Cục Đường Sắtが初優勝を飾ったリーグ。2000-01シーズンの2000-01でリーグがプロ化され、クラブが外国人選手を雇用できるようになった。2012年にベトナムプロサッカー（VPF）が設立され、主催権がベトナムサッカー連盟（VFF）からベトナムプロサッカー合弁会社（VPF）へ移った。
1954年以来、ベトテルとハノイはVリーグ最多の6回優勝しており、ベトテルは国内タイトル通算20回を獲得している。また、ハイフォンは13回のタイトルを獲得しており、2位である。

## 概要
1980年にセミプロリーグとして創設。2000年にプロリーグに改組された。14クラブが参加して争われる。
2021年時点で優勝クラブにはAFCチャンピオンズリーグ・グループリーグ出場権、2、3位にはAFCカップ・グループリーグ出場権が与えられる。
Vリーグ1の特徴として外国人枠の他に帰化人枠が存在する。これはベトナムにルーツを持たない者が国籍を取得しても、自国出身あるいは越僑の選手と同等の権利は与えられず、登録人数が1クラブ1人に制限される。外国人枠は2018年には2人にまで減らされたが、2019年には再び拡大されて3人まで登録が可能となった。また、それとは別にAFCチャンピオンズリーグやAFCカップの出場権を得たクラブに限りAFC加盟国の選手を1人登録することが可能である。
主催団体は元々はベトナムサッカー連盟 (VFF) であったが、2011年11月4日の定例総会で運営会社としてベトナムプロフェッショナルフットボール株式会社 (VPF) の設立が決定され、2012年から運営が移管された。VPFはアジアコマーシャル銀行 (ACB) 創業者でハノイACB会長を務めていたグエン・ドゥック・キエン (Nguyễn Đức Kiên) らの主導によって、VFFとリーグ参加クラブの出資で設立された。
2012年8月7日、日本プロサッカーリーグ（Jリーグ）とVPFとの間でパートナーシップ協定を締結。
2021年シーズンのVリーグは、COVID-19パンデミックのため、8月24日にVリーグ1およびVリーグ2に参加する27クラブの全会一致で中止が決定し、併せて2022年シーズンのスケジュールが2月17日開幕、9月4日閉幕となった。

## 参加クラブ（2023年度）
| クラブ名                     | ホームタウン     | ホームスタジアム               | 収容人数 |
| ---------------------------- | ---------------- | ------------------------------ | -------- |
| ベカメックス・ビンズオンFC   | トゥーザウモット | ゴーザウ・スタジアム           | 18,250   |
| ハノイFC                     | ハノイ           | ハンダイ・スタジアム           | 22,500   |
| ハイフォンFC                 | ハイフォン       | ラックチャイ・スタジアム       | 28,000   |
| ホアンアイン・ザライFC       | プレイク         | プレイク・スタジアム           | 12,000   |
| ホーチミン・シティFC         | ホーチミン市     | トンニャット・スタジアム       | 25,000   |
| テップ・サイン・ナムディンFC | ナムディン       | ティエン・チュオン・スタジアム | 30,000   |
| ホンリン・ハティンFC         | ハティン省       | ハティン・スタジアム           | 15,624   |
| コンアン・ハノイFC           | ハノイ           | ハンダイ・スタジアム           | 22,500   |
| カインホアFC                 | ニャチャン       | ニャチャン・スタジアム         | 25,000   |
| SHBダナンFC                  | ダナン           | ホアスアン・スタジアム         | 20,000   |
| ソンラム・ゲアンFC           | ヴィン           | ヴィン・スタジアム             | 12,000   |
| ビンディンFC                 | クイニョン       | クイニョン・スタジアム         | 20,000   |
| ドン・ア・タインホアFC       | タインホア       | タインホア・スタジアム         | 14,000   |
| ベトテルFC                   | ハノイ           | ハンダイ・スタジアム           | 22,500   |

## 歴代優勝クラブ
| シーズン | 優勝クラブ                 |
| -------- | -------------------------- |
| 1980     | トンクク・ドゥオンサット   |
| 1981-82  | CLBクアンドイ              |
| 1982-83  | CLBクアンドイ              |
| 1984     | コンアン・ハノイFC         |
| 1985     | コンギエップ               |
| 1986     | カン・サイゴン             |
| 1987     | CLBクアンドイ              |
| 1989     | カオ・ス・ドンタップ       |
| 1990     | CLBクアンドイ              |
| 1991     | ハイクアン                 |
| 1992     | クアンナム・ダナン         |
| 1993-94  | カン・サイゴン             |
| 1995     | コンアン・ホーチミンFC     |
| 1996     | カオ・ス・ドンタップ       |
| 1997     | カン・サイゴン             |
| 1998     | テーコン                   |
| 1999-00  | ソンラム・ゲアン           |
| 2000-01  | ソンラム・ゲアン           |
| 2001-02  | カン・サイゴン             |
| 2003     | ホアンアイン・ザライ       |
| 2004     | ホアンアイン・ザライ       |
| 2005     | ガック・ドンタム・ロンアン |
| 2006     | ガック・ドンタム・ロンアン |
| 2007     | ベカメックス・ビンズオン   |
| 2008     | ベカメックス・ビンズオン   |
| 2009     | SHBダナン                  |
| 2010     | ハノイT&T                  |
| 2011     | ソンラム・ゲアン           |
| 2012     | クアンナム・ダナン         |
| 2013     | ハノイT&T                  |
| 2014     | ベカメックス・ビンズオン   |
| 2015     | ベカメックス・ビンズオン   |
| 2016     | ハノイT&T                  |
| 2017     | クアンナムFC               |
| 2018     | ハノイ                     |
| 2019     | ハノイ                     |
| 2020     | ベトテルFC                 |
| 2021     | なし                       |
| 2022     | ハノイ                     |
| 2023     | コンアン・ハノイFC         |
| 2023-24  |                            |

## クラブ別優勝回数
参考：Vリーグ公式サイト
- ベトテルFC、ハノイFC：6回
- ベカメックス・ビンズオン：4回
- ホーチミン・シティFC（旧カン・サイゴン）、ソンラム・ゲアン：3回
- ドンタップFC（カオ・ス・ドンタップ、TDCSドンタップ）、ドンタム・ロンアン、ホアンアイン・ザライ、ハノイFC（旧コンアン・ハノイ、ハノイACB）、クアンナム・ダナン, コンアン・ハノイFC：2回
- ナムディンFC（旧コンギエップ）、ハイクアン（英語版）、コンアン・ホーチミンFC（英語版）、SHBダナン、トンクク・ドゥオンサット（英語版）、クアンナムFC：1回

## 歴代得点王
| シーズン  | 国籍                                | 名前                                  | 所属クラブ                              | ゴール数 |
| --------- | ----------------------------------- | ------------------------------------- | --------------------------------------- | -------- |
| 1980      | ベトナムの旗                        | Lê Văn Đặng                           | コンアン・ハノイFC                      | 10       |
| 1981-82   | ベトナムの旗                        | Võ Thành Sơn                          | ソコンギエップTPHCM                     | 15       |
| 1982-83   | ベトナムの旗                        | Nguyễn Cao Cường                      | CLBクアンドイ                           | 22       |
| 1984      | ベトナムの旗                        | グエン・ヴァン・ズン                  | コンギエップ・ハ・ナムディン            | 15       |
| 1985      | ベトナムの旗                        | グエン・ヴァン・ズン                  | コンギエップ・ハ・ナムディン            | 15       |
| 1986      | ベトナムの旗                        | グエン・ヴァン・ズン Nguyễn Minh Huy  | コンギエップ・ハ・ナムディン ハイクアン | 12       |
| 1987-88   | ベトナムの旗                        | Lưu Tấn Liêm                          | ハイクアン                              | 15       |
| 1989      | ベトナムの旗                        | Hà Vương Ngầu Nại                     | カン・サイゴン                          | 10       |
| 1990      | ベトナムの旗                        | Nguyễn Hồng Sơn                       | CLBクアンドイ                           | 10       |
| 1991      | ベトナムの旗                        | Hà Vương Ngầu Nại                     | カン・サイゴン                          | 10       |
| 1992      | ベトナムの旗                        | Trần Minh Toàn                        | クアンナム・ダナン                      | 6        |
| 1993-94   | ベトナムの旗                        | Nguyễn Công Long Bùi Sĩ Thành         | ビン・ディン ドンタム・ロンアン         | 12       |
| 1995      | ベトナムの旗                        | Trần Minh Chiến                       | コンアン・ホーチミンFC                  | 14       |
| 1996      | ベトナムの旗                        | Lê Huỳnh Đức                          | コンアン・ホーチミンFC                  | 25       |
| 1997      | ベトナムの旗                        | Lê Huỳnh Đức                          | コンアン・ホーチミンFC                  | 16       |
| 1998      | ベトナムの旗                        | グエン・ヴァン・ズン                  | ナムディン                              | 17       |
| 1999-2000 | ベトナムの旗                        | Văn Sỹ Thuỷ                           | ソンラム・ゲアン                        | 14       |
| 2000-01   | ベトナムの旗                        | Đặng Đạo                              | カン・ホア                              | 11       |
| 2001-02   | ベトナムの旗                        | Hồ Văn Lợi                            | カン・サイゴン                          | 9        |
| 2003      | ナイジェリアの旗                    | Emeka Achilefu                        | ナムディン                              | 11       |
| 2004      | ナイジェリアの旗                    | Amaobi Uzowuru                        | ナムディン                              | 15       |
| 2005      | ブラジルの旗                        | Huỳnh Kesley Alves                    | ビンズオン                              | 21       |
| 2006      | ブラジルの旗                        | Elenildo de Jesus                     | カン・サイゴン                          | 18       |
| 2007      | ブラジルの旗                        | Jose Emidio de Almeida                | SHBダナン                               | 16       |
| 2008      | ブラジルの旗                        | Jose Emidio de Almeida                | SHBダナン                               | 23       |
| 2009      | アルゼンチンの旗 · ブラジルの旗     | ガストン・メルロ Lazaro de Souza      | SHBダナン カン・クー4                   | 15       |
| 2010      | アルゼンチンの旗                    | ガストン・メルロ                      | SHBダナン                               | 19       |
| 2011      | アルゼンチンの旗                    | ガストン・メルロ                      | SHBダナン                               | 22       |
| 2012      | ナイジェリアの旗                    | ティモシー・アニェンベ                | ハノイ                                  | 17       |
| 2013      | アルゼンチンの旗 · ナイジェリアの旗 | ゴンサロ・マロンクレ サムソン・カヨデ | ハノイT&T                               | 14       |
| 2014      | ベトナムの旗                        | ホアン・ブー・サムソン                | ハノイT&T                               | 23       |

## 主な日本人選手
- 伊藤壇 - カン・サイゴン（2003年）
- 井手口正昭 - ホアン・アイン・ザライ（2015年～2016年）
- 苅部隆太郎 - FLCタインホア（2018年）